# Nemzeti Bajnokság I 1926-1927
L'edizione 1926-27 del Nemzeti Bajnokság I vide la vittoria finale del Ferencváros, che conquistò il suo decimo titolo.
Capocannoniere del torneo fu László Horváth del III. Kerületi TVAC con 14 reti.
In questa stagione viene introdotto il professionismo, e c'è un unico girone dove giocano sia squadre di Budapest che di altre parti del Paese.

## Classifica finale
|    | Classifica         | G  | V  | N | P  | GF | GS | Dif | Pt |
| -- | ------------------ | -- | -- | - | -- | -- | -- | --- | -- |
| 1  | Ferencváros FC (C) | 18 | 13 | 4 | 1  | 51 | 18 | +33 | 30 |
| 2  | Újpest FC          | 18 | 10 | 3 | 5  | 33 | 20 | +13 | 23 |
| 3  | Hungária FC        | 18 | 8  | 3 | 7  | 30 | 24 | +6  | 19 |
| 4  | Sabaria FC         | 18 | 8  | 3 | 7  | 30 | 33 | -3  | 19 |
| 5  | III. Kerületi TVAC | 18 | 8  | 2 | 8  | 35 | 39 | -4  | 18 |
| 6  | Vasas FC           | 18 | 7  | 4 | 7  | 27 | 32 | -5  | 18 |
| 7  | Bástya FC          | 18 | 6  | 4 | 8  | 26 | 27 | -1  | 16 |
| 8  | Nemzeti FC         | 18 | 5  | 4 | 9  | 34 | 38 | -4  | 14 |
| 9  | Kispest FC         | 18 | 3  | 7 | 8  | 24 | 37 | -13 | 13 |
| 10 | Budai 33 FC        | 18 | 3  | 4 | 11 | 25 | 47 | -22 | 10 |

- (C) Campione nella stagione precedente

### Verdetti
- Ferencváros campione d'Ungheria 1926-27.
- Ferencváros e Hungária ammesse alla Coppa Mitropa 1927.
- Budai 33 FC retrocesso in Nemzeti Bajnokság II.